# 遠雷 (立松和平)
『遠雷』（えんらい）は、立松和平の1980年の小説。野間文芸新人賞を受賞。栃木県宇都宮市を舞台に、都市化されていく近郊農業の欲望や矛盾が噴き出ていく様を描く。「遠雷」「春雷」「性的黙示録」「地霊」と続く4部作の第1作に当たり、全体として都市近郊の農村青年の絶望的な状況を描いている。本項目では、これを原作とした1981年の映画についても記述する。

## あらすじ
栃木県の都市近郊で、満夫は両親とともに農業を営んでいた。兄の哲夫は銀行員として東京に出て、埼玉県に家庭をもっている。そのなかで、工業団地と住宅団地がつくられることになり、満夫一家は土地を手放し、工業団地にできた工場に勤める。しかし、それも長続きはしない。父は家を出て愛人と同棲する。満夫はそれでも、わずかに残った土地にビニールハウスを建て、トマトの栽培を始める。その中で見合い相手のあや子と結ばれ、結婚を決めるが、トマトは病気にやられて、栽培を断念せざるを得なくなる。満夫とあや子の結婚式の日、満夫の祖母は老衰で亡くなり、遠雷の音が徐々に近づいてくるところで作品は閉じられる。

## 背景
この作品の背景となっている工業団地は、宇都宮市の瑞穂野工業団地であり、住宅団地はその北側のさるやま団地である。

## 映画
1981年4月24日公開。主演：永島敏行、監督：根岸吉太郎。
日活ロマンポルノ出身の根岸吉太郎監督初の一般映画。

### あらすじ
栃木県の都市近郊。23才の満夫は団地が並ぶ脇のビニールハウスでトマト栽培に精を出している。家族はすでに農地の大半を団地の敷地として売り払い、父親はその金で愛人にスナックを開かせて家を出ている。近所の米農家の息子・広次とは幼馴染の親友だが、夜はバーになるカフェのママのカエデを取り合い、カエデは両方と付き合っていた。 
お見合い当日に、満夫は初対面の あや子 とドライブに出かけ、プロポーズしてモーテルに直行する。あや子もトマト栽培を手伝いに来るが、年老いた祖母やガラの悪い母親との別居を結婚の条件にする。 
丹精込めて作ったハウスのトマトは、路地ものトマトと出荷が重なり、二束三文で買い叩かれる。落ち込む満夫に母のトミ子は「百姓は働いていれば食いっぱぐれない」と豪快に諭す。そんな時に、広次が農協から100万円をおろし、カエデを連れて姿を消してしまう。 
ハウスのトマトに害虫がわき、慌てて駆除したり、父親の松造が選挙運動に関わって大金を失った挙げ句に愛人と失踪したりと騒ぎが続く中、あや子が妊娠したため、満夫は結婚式を急ぐ。自宅に招待客を招き、花嫁は白無垢とお色直しのドレスも披露する賑やかな式が始まる。 
披露宴の最中に広次からの電話を受けた満夫は、紋付羽織袴姿のまま会いに行く。カエデと各地を彷徨(さまよ)っていた広次は、金が尽き、なじられた末にカエデを絞め殺したという。自首する広次に付き添って警察まで送った上で、満夫は夜明けまで続いている宴会に戻る。
トマトのハウスでは、満夫とあや子が枯れた茎や葉を刈って焚き火で始末する作業を遠雷の中で仲睦まじく続ける。

### キャスト
- 和田満夫：永島敏行
- 中森広次：ジョニー大倉
- 花村あや子：石田えり
- カエデ：横山リエ
- 満夫の祖母：原泉
- 満夫の母：七尾伶子
- カエデの亭主：蟹江敬三
- あや子の母：根岸明美
- 和田哲夫：森本レオ
- 和田敏江：鹿沼えり
- 農協職員：江藤潤
- 農協職員：立松和平[2]
- チイ：藤田弓子
- 満夫の父：ケーシー高峰

### スタッフ
- 監督：根岸吉太郎
- 原作：立松和平
- 脚本：荒井晴彦
- 企画：多賀祥介
- 製作：樋口弘美・岡田裕・佐々木史朗
- 制作補：成田尚哉・栗原啓祐
- 撮影：安藤庄平
- 美術：徳田博
- 音楽：井上尭之
- 録音：飛田喜美雄
- 照明：加藤松作
- 編集：鈴木晄
- 助監督：中原俊弘

### 製作
何人もの監督が映画化権を争った。日活でも一般映画で立松和平原作の何かを映画化したいという構想が上がり、日活企画部の佐々木志郎と岡田裕が、松田優作で『ブリキの北回帰線』が出来ないだろうかと、松田が当時所属していた夢屋事務所の代表・笹岡幸三郎に打診した。しかし企画はまとまらず、『遠雷』をやることになった。ATG代表の佐々木史朗は、本作を根岸吉太郎の監督デビュー作にしたかったが、待ってる間に根岸が7本撮ってしまい、結果的に根岸の監督8作目になった。根岸も『ブリキの北回帰線』を映画化したいと考えていたため、ようやくオファーを受けた。
根岸は地方に対する思い入れはなかったが、描きたい人がたまたま農村にいたことで舞台が栃木になった。脚本の荒井晴彦とは、以前から組みたいと思っていたという。  
花村あや子役の石田えりは『プレイガイドジャーナル』1982年9月号のインタビューで「『ウルトラマン80』は楽しかったんだけども、ふと我に帰ったときね、『キャップ、怪獣が現れました』だなんてね。『何とバカなことを』と、そんな風に思うことが何度かありましたよ。『遠雷』が初めてですね。『お芝居をしてるな』と思ったのは。私は『遠雷』で演技開眼しました。『遠雷』は映画化が決まる前から原作を読んでて、あの役はやりたいなと思ってて、『事務所に企画を出してくれ』とお願いしていました。『ATGでやる』と聞いて『ヤッタね』と思いましたね」などと述べている。また脱ぐシーンの撮影の日は「そんなに脱がなくてもいいんじゃな」と甘い考えで現場に行ったら、想像をはるかに超える脱がされ方をされたと話している。
賛否両論を呼んだのがビニールハウス内でのジョニー大倉の独白シーンの長回し。実際には1カットではなく、3カットであるが、カメラは永島敏行の視点で正面からのカメラでジョニー大倉が延々と喋り続ける。根岸は「ずっとカメラがある方が力を生むんじゃないかと、聞いてる永島君と、観てる人が同じ気持ちになれるんじゃないかなという...それに賭けてみた」と話している。本作を鈴木尚之を団長とする日本シナリオ作家協会の代表団が中国雲南省の山奥まで持って行ってシンポジウムを開いたが、このシーンを中国の映画人が辛辣に貶し、鈴木が「こんな名作をこのまま言われっ放しじゃ帰れない」と昼食を挟んでシンポジウムを続け、いかに狙いとしてこれが素晴らしいか、中国の映画人を説得したという。

### ロケ地
栃木県宇都宮市。

### 作品の評価

#### 受賞歴
- 第55回キネマ旬報賞
  - 日本映画ベスト・テン第2位
  - 読者選出日本映画第4位
  - 主演男優賞：永島敏行（『幸福』と合わせて）
- 第24回ブルーリボン賞
  - 監督賞：根岸吉太郎（『狂った果実』と合わせて）
  - 主演男優賞：永島敏行
  - スタッフ賞：安藤庄平（『泥の河』と合わせて）
- 第6回報知映画賞
  - 作品賞
  - 主演男優賞：永島敏行
  - 新人賞：石田えり
- 第5回日本アカデミー賞
  - 優秀監督賞：根岸吉太郎
  - 優秀脚本賞：荒井晴彦
  - 優秀作品賞
  - 優秀主演男優賞：永島敏行
  - 主演女優賞、新人俳優賞：石田えり
  - 優秀助演男優賞：ジョニー大倉
  - 優秀音楽賞：井上堯之
- 第5回山路ふみ子映画賞